# William Neufeld
William Neufeld (* 27. Februar 1901 in Halbstadt, Kolonie Molotschna, Ukraine; † 11. Oktober 1992 in Riverside, Kalifornien) war ein US-amerikanischer Speerwerfer russlanddeutscher Herkunft.
Bei den Olympischen Spielen 1924 in Paris wurde er Fünfter mit 56,96 m.
Seine persönliche Bestleistung von 59,27 m stellte er am 29. April 1922 in Berkeley auf.